# 배당할인모형
배당할인모형(Dividend discount model, DDM)은 기업의 가치를 배당액을 현재가치로 할인해서 구하는 것이다. Po=D1/r-g로 쉽게 계산된다.
회사의 주식이 미래의 모든 배당금을 현재 가치로 할인한 금액의 가치가 있다는 사실에 근거하여 회사의 주식 가격을 평가하는 방법이다. 즉, DDM은 미래 배당금의 순 현재 가치를 기반으로 주식을 평가하는 데 사용된다. DDM의 지속적 성장 형태는 엘리 샤피로(Eli Shapiro)와 함께 이 모델을 발표한 MIT, 로체스터 대학, 토론토 대학의 마이런 J. 고든(Myron J. Gordon)의 이름을 따서 고든 성장 모델(GGM)이라고도 한다. 그들은 고든과 샤피로보다 18년 앞서 배당금 할인 모델을 제시한 존 버 윌리엄스(John Burr Williams)의 1938년 저서 투자가치이론(The Theory of Investment Value)에서 발견된 이론적, 수학적 아이디어에서 크게 차용했다.